# Пеллена
Пелле́на (др.-греч. Πελλήνη, Πελλάνα или Πελλίνα) — это полис (город-государство) древней Ахеи, самый восточный из 12 ахейских городов (Ахейский союз). Он граничит на востоке с Сикионом и с Айгейрой на западе. Пеллена была расположена в 60 стадиях от моря хорошо защищённом холме, вершина которого была настолько неприступной, что разделяла город на две части. Порт города был в Арристонавтах (Ксилокастрон)

## Мифология и ранняя история
Город получил свое название от самих жителей. Он назван в честь гиганта Палланта, сына Фобанта. Пеллена была упомянута в Илиаде и Каталоге кораблей Гомера.

## История
В начале Пелопоннесской войны Пеллена была единственным ахейским городом, который поддержала Спарту, однако другие города потом последовали её примеру. Пеллена была членом первого Ахейского союза, пока его не разгромил Александр Македонский. Во времена Александра Македонского город попал под власть Хаерона, горожанина Пеллены и выдающегося атлета, устроившего тиранию с помощью Александра. Около 270—265 годов до н. э. Пеллена восстановила демократию вместе с Ахейским союзом. В войнах за восстановление Ахейского союза Пеллена не раз попадала из рук одной воюющей стороны в руки другой. В 241 году до н. э. был захвачен Этолийским союзом, но вражеские войска были изгнаны из города Аратом Сикионским во время битвы при Пеллены. В 225 году до н. э. город был захвачен царём Спарты Клеоменом III, но после успешного вмешательства Македонии, Пеллена вернулась к Ахейскому союзу. Пеллена оставалось членом союза до завоеваний Рима в 146 году до н. э.

## Описание
Пелленские здания были описаны Павсанием. Из них самым важным был храм Афины со статуей богини, говорят, что это одна из ранних работ Фидия; храм Диониса, в котором отмечали фестиваль чести, Ламптерия; храм Аполлона, в котором отмечался фестиваль Теоксения; гимназия и т. д. 60 стадий от города был Мусейон (др.-греч. Μύσαιον), храм Деметры, а возле него храм Асклепия, названный Киросом (др.-греч. Κῦρος): в обоих местах были обильные родники.
Между Эгиумом и Пелленой древние писатели деревню, так же называемую Пелленой, которая прославлена изготовлением особых плащей, которые можно было получить как приз в агонистических конкурсах в городе. Другие, однако, сомневаются в существовании второй Пеллены, предполагая, что Страбон описывает цитадель как деревню.

## Местоположение
Руины расположены на юго-западе от Ксилокастрона на северном побережье Пелопоннеса.